# Kwadryga

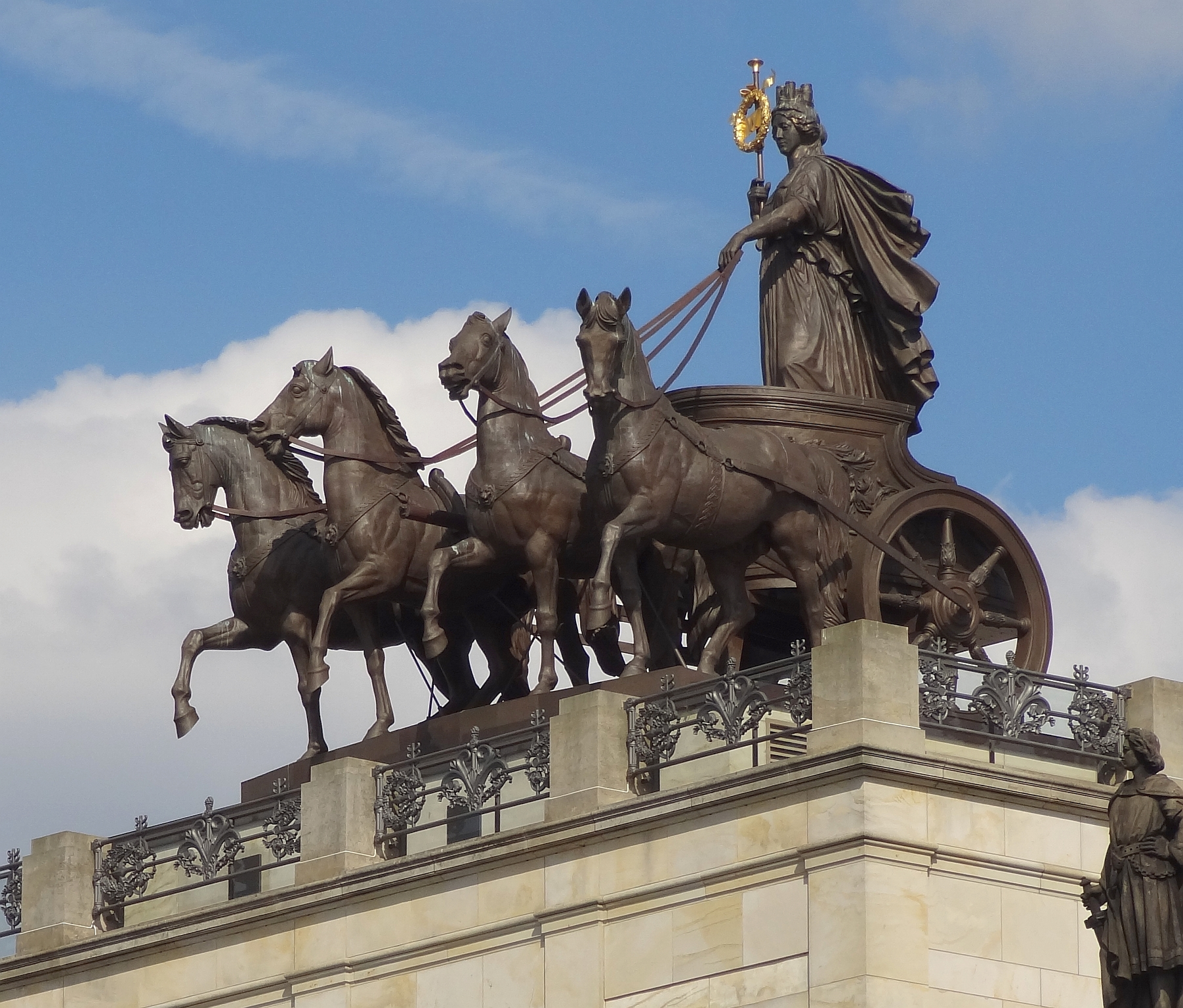
Kwadryga przedstawiona na rzeźbie w Brunszwiku

Kwadryga (łac. quadriga) – antyczny rzymski wóz dwukołowy, zaprzężony w cztery konie znajdujące się obok siebie (zobacz też: rydwan). Powożona z pozycji stojącej, używana była głównie do wyścigów oraz jako wóz służący podczas pochodów triumfalnych w trakcie różnych uroczystości.
Rzymianie fascynowali się wyścigami powozów, które odbywały się na hipodromach.
W architekturze określa się tym terminem rzeźbę, przedstawiającą kwadrygę z powożącym, często stosowaną jako zwieńczenie pomnika lub fasady budowli o formach klasycystycznych.
Obecnie największa kwadryga w Europie znajduje się w mieście Brunszwik w Niemczech na dachu pałacu Braunschweiger Schloss, wyrzeźbiona przez polskiego rzeźbiarza Artura Wochniaka.